# Voinești (Vaslui)
Voinești es una comuna ubicada en el distrito de Vaslui, Rumania.

## Superficie
Posee una superficie de 87,31 kilómetros cuadrados.

## Demografía
Hasta 2021 la población era de 3283 habitantes, con una densidad de población de 37,60 habitantes por kilómetro cuadrado.